# 김성일 (1948년)
김성일(金成一, 1948년 8월 24일 ~ , 경상남도 창원시 진해구)는 대한민국의 군인이자 경영인이며 대한민국 제29대 공군참모총장과 대한장애인체육회 회장을 역임하였다.

## 학력
- 경북고등학교 졸업
- 공군사관학교 20기
- 육군보병학교 위탁교육훈련과정
- 공군방공포병학교 초등군사반
- 공군대학 초급지휘관 및 참모과정·고급지휘관 및 참모 정규과정
- 국방대학교 행정학사
- 국방대학원 행정학 석사
- 연세대학교 행정대학원 행정학 석사

### 비학위 수료
- 고려대학교 경영대학원 최고경영자과정 수료
- 국방대학원 안보행정교육과정 수료

## 경력
- 합참의장 비서실장
- 공군 제11전투비행단장
- 공군 항공사업단장
- 공군본부 기획관리참모부장
- 합참 인사군수본부장
- 국방정보본부장
- 공군 참모총장(제29대)
- 대한장애인체육회장
- 엄홍길휴먼재단 고문
- 공군전우회장 겸 공군발전협회장

## 수상
- 보국훈장 삼일장 (1992)
- 대통령 공로표창 (1997)
- 보국훈장 천수장 (2000)
- 보국훈장 삼일장 (2005)

## 기타
- 조근해 공군참모총장 이후 육군 장성이 독식한 국방정보본부장을 20년 만에 공군 장성으로서 역임하였다.
- 참모총장 전역 이후 장애인 체육에 열성을 기울여, 2007년 대한장애인축구협회 회장을 역임하였다. 2013년 대한장애인체육회 회장 및 2014 인천 장애인 아시안게임 조직위원장을 맡고 있다.
- 장애인 체육의 지원을 위해 2007년 리디아 신 자선 패션쇼에서 모델을 맡아 화제가 되었다.

| 전임 이한호 | 제29대 공군참모총장 2005년 10월 7일 ~ 2007년 4월 13일 | 후임 김은기 |